# Bolsa de Viena

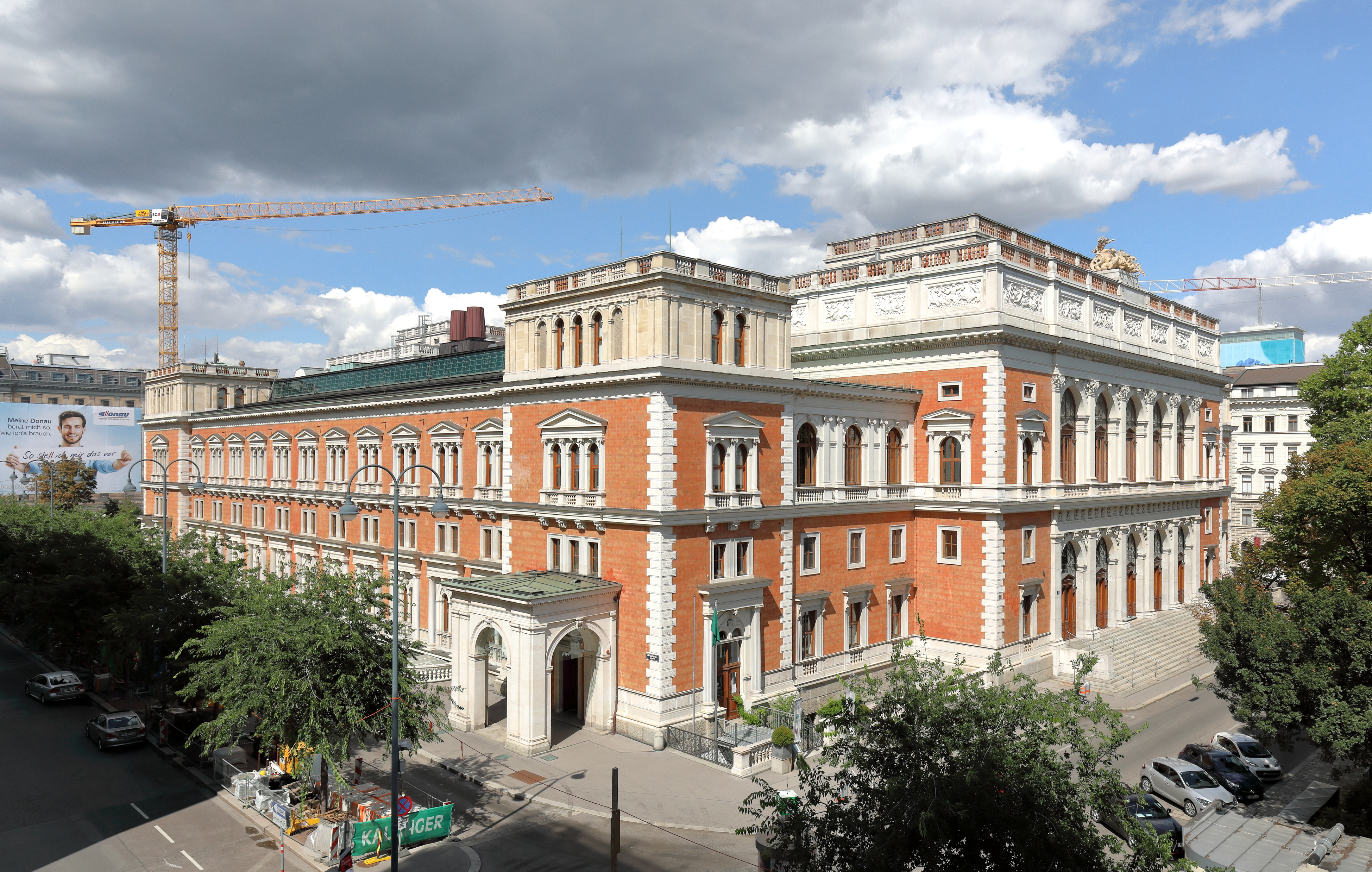
Palacio de la Bolsa de Viena

La Bolsa de Viena (en alemán: Wiener Börse AG) es una de las más antiguas bolsas de valores del mundo que fue fundada en 1771 durante el reino de María Teresa I de Austria.  
Actualmente la Bolsa de Viena opera las bolsas de Viena y Praga y, como proveedor central de infraestructura en la región, abriendo las puertas a los mercados globales. La Bolsa de Viena reúne y reparte los datos de los cursos calculando los índices más importantes para una docena de mercados de la región.  
El índice bursátil más importante de la Bolsa de Viena es el Austrian Traded Index (ATX). Gracias a sus excelentes y únicos conocimientos técnicos, las bolsas de valores nacionales de Budapest, Zagreb y Ljubljana también confían en los servicios de TI de la Bolsa de Viena. Asimismo participa en otros intercambios de energía y cámaras de compensación en la región.  
El edificio sede fue construido por el arquitecto nacionalizado austriaco, de origen danés, Theophil von Hansen entre 1874 y 1877.  Desde 2001 la Bolsa de Viena Wiener Börse AG se encuentra en el Palais Caprara-Geymüller, caracterizada por ser una ubicación privilegiada en el corazón de Viena.